# 東浦町立石浜西小学校
東浦町立石浜西小学校（ひがしうらちょうりつ いしはまにししょうがっこう）は、愛知県知多郡東浦町にある公立小学校。

## 概要
- 大字石浜の一部（字三本松、字三ツ池、字南ヶ丘の区域）が校区である。公立中学校の場合の進学先は東浦町立東浦中学校である[1]。
- 校区内には県営東浦住宅があり、そこに住むブラジル人を中心とした外国籍の児童が多く、全児童数の約三分の一を占める。そのこともあり、多文化共生の学校として、様々な試み（ノーチャイム制の導入、習熟度別学習の導入、日本語適応教室の推進、JSLカリキュラムの活用など）が行われている。

## 沿革
- 1981年（昭和56年）4月 - 東浦町立片葩小学校から分離し、東浦町立石浜西小学校として開校。
- 1982年（昭和57年）2月 - 屋内運動場が完成する。
- 1983年（昭和58年）7月 - プールが完成する。
- 1993年（平成5年）4月 - 日本語適応指導教室を開設する。

## 交通アクセス
- JR東海武豊線石浜駅下車、徒歩約25分。
- 東浦町運行バスL・循環線（左回り）、R・循環線（右回り）、東浦高校線（於大公園南経由）、東浦高校線（文化センター経由）「アイプラザ」バス停より徒歩約7分。

## 周辺施設
- 東浦町立片葩小学校
- 石浜西保育園
- 東浦石浜郵便局
- 県営東浦住宅
- 豊田自動織機東浦工場
- ジャパンディスプレイ東浦工場